# Christel Khalil
Christel Adnana Mina Khalil (Los Angeles, 30 novembre 1987) è un'attrice statunitense.
Nota principalmente per il ruolo di Lily Winters nella soap opera Febbre d'amore.

## Filmografia parziale

### Cinema
- Matilda 6 mitica (Matilda), regia di Danny DeVito (1996)
- Interview with the Assassin, regia di Neil Burger (2002)
- Chronologia Human, regia di Erik Blanc (2017)
- Bellezza letale (Good Deed), regia di Craig Goldsmith (2018)
- We Need to Talk, regia di Todd Wolfe (2022)

### Televisione
- The Sinbad Show - un episodio (1993)
- Otto sotto un tetto (Family Matters) - un episodio (1997)
- Febbre d'amore (The Young and the Restless) - 1664+ episodi (2002-in corso)
- Raven (That's So Raven) - 2 episodi (2003-2004)
- Malcolm (Malcolm in the Middle) - un episodio (2006)
- W.I.T.C.H. - 46 episodi, voce (2004-2006)
- NCIS: Los Angeles - un episodio (2012)
- 2 Broke Girls - un episodio (2012)

## Riconoscimenti
- Daytime Emmy Awards
  - 2012: "Outstanding Younger Actress in a Drama Series"
- Image Awards (NAACP)
  - 2008: "Outstanding Actress in a Daytime Drama Series"
- FirstGlance Film Festival
  - 2020: "Best Ensemble Cast, Feature"

## Doppiatrici italiane
Nelle versioni in italiano delle opere in cui ha recitato, Christel Khalil è stata doppiata da:
- Angela Brusa in Febbre d'amore
- Emanuela D'Amico in Bellezza letale

Come doppiatrice è stata sostituita da:
- Emanuela Pacotto in W.I.T.C.H.